# 옥탑방
옥탑방(屋塔房)은 대한민국 주거시설의 한 형태로 건물 옥상에 있는 간이주거시설을 뜻한다. 주로 아파트 옥상에 설치되어 있다. 다른 주거시설보다 비교적 가격이 저렴한 편인 반면에, 지대가 높고 햇볕 등 외부환경에 노출되어 있는 단점이 있다. 일반적으로 건축 설계당시부터 옥탑방을 짓게 되나, 원래 계획에 없던 것이 건물 소유주의 경제적 이득 목적에 따라 임의로 증축하여 불법으로 지어진 경우도 있다.
옥탑방이란 이름이 대중에게 널리 알려지게 된 것은 드라마 옥탑방 고양이가 계기이며, 2002년 16대 대통령 선거 당시에는 이회창 후보가 질의응답 중 옥탑방을 몰라 구설수에 오르기도 하였다.